# كنيسة القديس ميخائيل (ساندوميرش)
كنيسة القديس ميخائيل رئيس الملائكة (بالبولندية: Kościół św. Michała Archanioła w Sandomierzu) هي كنيسة تاريخية تقع في مدينة ساندوميرش، بولندا. بُنيت في القرن السابع عشر على الطراز الباروكي، وكانت في الأصل جزءًا من دير للبندكتيين. تعتبر اليوم من المعالم المعمارية والتاريخية البارزة في المدينة. 

## التاريخ
شُيدت الكنيسة في النصف الأول من القرن السابع عشر، وكانت تابعة لدير البندكتيين الذي تأسس في نفس الفترة. خضعت لاحقًا لعدة عمليات تجديد، خاصة بعد الأضرار التي لحقت بها خلال الحروب والنزاعات التي مرت بها المنطقة.

## العمارة
تتميز الكنيسة بطرازها الباروكي الغني بالزخارف والديكورات الداخلية الفاخرة. تحتوي على مذبح رئيسي مزخرف، بالإضافة إلى عدة مذابح جانبية، ولوحات دينية ونوافذ زجاجية ملونة تُظهر مشاهد من حياة القديسين.

## الوضع الحالي
اليوم، تُستخدم الكنيسة بشكل أساسي للأنشطة الدينية والاحتفالات الخاصة. كما أنها تجذب الزوار والسياح المهتمين بالتاريخ والفن المعماري في ساندوميرش.